# 雪宝 (迪士尼)

雪寶（Olaf）是迪士尼影業第53部經典動畫長片的主要角色之一。是女主角艾莎用魔法創造出來的雪人，嚮往夏天，由喬許·蓋德配音。

## 資料來源
1. ↑  .   [2015-07-24]. （原始内容存档于2020-11-28）.